# 小行星65848
小行星65848（65848 Enricomari）是一颗绕太阳运转的小行星，为主小行星带小行星。该小行星于1997年1月发现。
該小行星以發現者摩拉·托姆貝利的表弟恩里科·馬里（Enrico Mari）命名。

## 轨道参数
小行星65848的轨道半长轴为454 746 196 km（3.0397473 UA），离心率为0.389。